# Can Maidó
Can Maidó és una masia de Riudarenes (Selva) inclosa a l'Inventari del Patrimoni Arquitectònic de Catalunya.

## Descripció
Casa de planta rectangular de dos pisos, amb teulada de vessants a laterals i cornisa catalana. La porta és d'arc de mig punt adovellada. Destaca la finestra central, gòtica d'arc conopial amb tres arquets. Entre la finestra i la porta hi ha una espitllera de defensa tapiada. Les obertures del pis inferior són envoltades de rajol i amb arc rebaixat, totes protegides per reixes de ferro forjat quadriculades. N'hi ha una a l'esquerra i dues a la dreta, una de les quals anteriorment era una porta, ara convertida en finestra. Pel que fa a les finestres del pis superior, només una té el marc de rajol i l'altre, a l'esquerra i més petita té l'ampit, els brancals i la llinda de pedra. Hi ha també un rellotge de sol a la part superior i resseguint l'amplada de la façana, s'hi troba un banc adossat a la paret de pedra. A l'esquerra de la casa, hi ha un porxo adossat, amb coberta de teula àrab i bigues de fusta que serveix de magatzem. A la part posterior, hi ha una altra entrada a l'edifici. Aquí, una part del mur està sense arrebossar. Té reformes més modernes del segle xix i XX, que no alteren l'estructura de la casa però si té construccions adossades que amplien l'original.